# Senat von Mauretanien
Der Senat von Mauretanien, Majlis al-Chouyoukh (arabisch مجلس الشيوخ, DMG Maǧlis aš-Šuyūḫ) war zwischen 1992 und 2017 das Oberhaus des Parlaments von Mauretanien.

## Geschichte
Nach einem Staatsstreich am 3. August 2005 wurde der Senat ein erstes Mal aufgelöst. Dann, nach einer Revision der Verfassung, die durch ein Referendum angenommen wurde, wieder eingesetzt und durch Wahlen im Februar 2007 wieder konstituiert.
2017 wurde der Senat dann erneut durch ein Verfassungsreferendum am 15. August 2017 aufgelöst.

## Zusammensetzung
Der Senat hatte 56 Mitglieder, von denen 53 auf sechs Jahre von municipal councillors (Gemeindevertretern) gewählt wurden, wobei ein Drittel alle zwei Jahre gewählt wurden und 3 weitere Mitglieder von Mauretaniern im Ausland gewählt wurden.
Die letzte Wahl hatte 2007 stattgefunden.

## Präsidenten des Senats
- Dieng Boubou Farba April 1992–August 2005[2]
- Ba Mamadou Mbaré April 2006–11. Januar 2013[3]
- Mohamed El Hacen Ould El Hadj 19. Januar 2013–2017[4]